# Алиева, Гаратель Беймамед кызы
Гаратель Беймамед кызы Алиева (азерб. Qaratel Bəyməmməd qızı Əliyeva; род. 1929, Сафикюрд, Гянджинский уезд) — советский азербайджанский строитель, лауреат Государственной премии СССР (1983).

## Биография
Родилась в 1929 году в селе Сафикюрд Гянджинский уезд Азербайджанской ССР (ныне село в Геранбойском районе).
С 1955 года — бетонщица передвижной механизированной колонны № 57 треста «Азсельстрой» № 5.
Гаратель Алиева на протяжении десятой и одиннадцатой пятилеток участвовала в строительстве в городе Евлах и населённых пунктах Евлахского района; в городе и районе построены жилые дома, школы, производственные объекты. Алиева вкладывала все силы в свою работу, проявляла инициативу в увеличении качества производства, в укреплении организованности и дисциплины в коллективе, в результате чего получала высокие показатели. Бетонщица предложила создать в коллективе соревнование за перевыполнение пятилетки с меньшим количеством людей. По предложению Алиевой сокращение штата рабочих помогло увеличить качество выполненной работы и избавиться от простоев, так как из-за уменьшения количества рабочих, оставшимся следовало изучить несколько профессий. Поддержав свою инициативу, сама Гаратель Алиева работала заодно и штукатурщицей.
Постановлением ЦК КПСС и Совета Министров СССР от 7 ноября 1983 года, зза большой личный вклад в повышение эффективности строительных работ Алиевой Гаратель Беймамед кызы присуждена Государственная премия СССР.
Активно участвовала в общественной жизни Азербайджана. Член КПСС с 1960 года. Делегат XXX съезда КП Азербайджана. Член бюро Евлахского РК КП, избиралась депутатом в Евлахский районный совет.